# Принцеса Дейзі
Принцеса Дейзі (яп. デイジー 姫, Deijī-hime, англ. Daisy — Маргаритка, Ромашка) — персонаж з серії ігор про Маріо.
Дейзі вперше з'являється в грі Super Mario Land. Бувши царственої колегою принцеси Піч, вона очолює країну Sarasaland, дружню сусіднього грибного Королівству.
Раптово принцесу викрадає жорстокий прибулець Татанга (англ. Tatanga), з тією ж метою, що і знаменитий Боузер, а саме, для захоплення влади. Відважний водопровідник Маріо відправляється в Sarasaland, щоб врятувати Дейзі.
Примітно, що згодом Дейзі стає подружкою Луїджі, і з них виходить пара, аналогічна Маріо і Піч.

## Зовнішність і характер персонажа
Принцеса Дейзі — кругловида, блакитноока шатенка. Вона віддає перевагу сукні жовто-оранжевих тонів і прикраси у вигляді ромашок. Дейзі не схожа на Піч, і не любить носити королівські вбрання (частіше її можна бачити в спортивних костюмах). Вся справа в характері Дейзі. Вона енергійніша, жвава і спортивна. Напевно тому, більшість ігор з її участю мають те чи інше ставлення до спорту.

## Дейзі в кінематографі
Вельми цікавий той факт, що творці фільму «Супербрати Маріо» вибрали на головну роль саме Дейзі, а не Піч. Бойфрендом принцеси, як і годиться, виступив Луїджі. А Піч у фільмі взагалі не була присутня.
У фільмі, Дейзі є принцесою паралельного світу, в якому мешкають нащадки динозаврів. Рятуючись від Купи, королева-мати підкидає принцесу до дверей монастиря у світі людей, де її виховують черниці. Єдине, що у неї залишається — це таємничий кристал-амулет, за допомогою якого можна з'єднувати паралельні світи. Коли Дейзі виросла, вона серйозно захопилася палеонтологією.
Роль Дейзі у фільмі дуже вдало виконала Саманта Метіс. Варто відзначити, що в житті, між Самантою і Джоном Легуізамо, що зіграв Луїджі, був справжній роман.

## Належність до сімейства Тоадстул
Деякі джерела додають Дейзі прізвище Тоадстул, називаючи її сестрою (або кузиною) Піч Тоадстул. Однак, першоджерело досі офіційно не підтвердив цей факт. Невідомо, чи полягає Дейзі у родинних стосунках з Піч насправді, або ж вони просто подруги і колеги.